# Île de La Toja Pequeña
L' Île de La Toja Pequeña, (en espagnol Isla de La Toja Pequeña  et en galicien Illa da Toxa Pequena), est située à l'est de l'île de La Toja et fait partie de la commune  galicienne de O Grove, en Espagne.

## Description
Séparée par un canal de l'île de La Toja, elle a une superficie de 10 ha. C'est un îlot étroit et allongé de 875 m. Il est peu élevé et rocheux,  couvert d'une végétation arbustive. C'est un important banc coquillier et ancienne zone de pâturage du bétail. Aujourd'hui encore, plusieurs sentiers ouverts par les pêcheurs à pied le traversent et on peut y voir les vestiges d'anciennes cabanes. Pendant la guerre d'Espagne, c'était un lieu de refuge pour les républicains persécutés.